# 830'erne
Århundreder: 8. århundrede – 9. århundrede – 10. århundrede
Årtier: 780'erne 790'erne 800'erne 810'erne 820'erne – 830'erne – 840'erne 850'erne 860'erne 870'erne 880'erne
År: 830 831 832 833 834 835 836 837 838 839